# Atifete Jahjaga

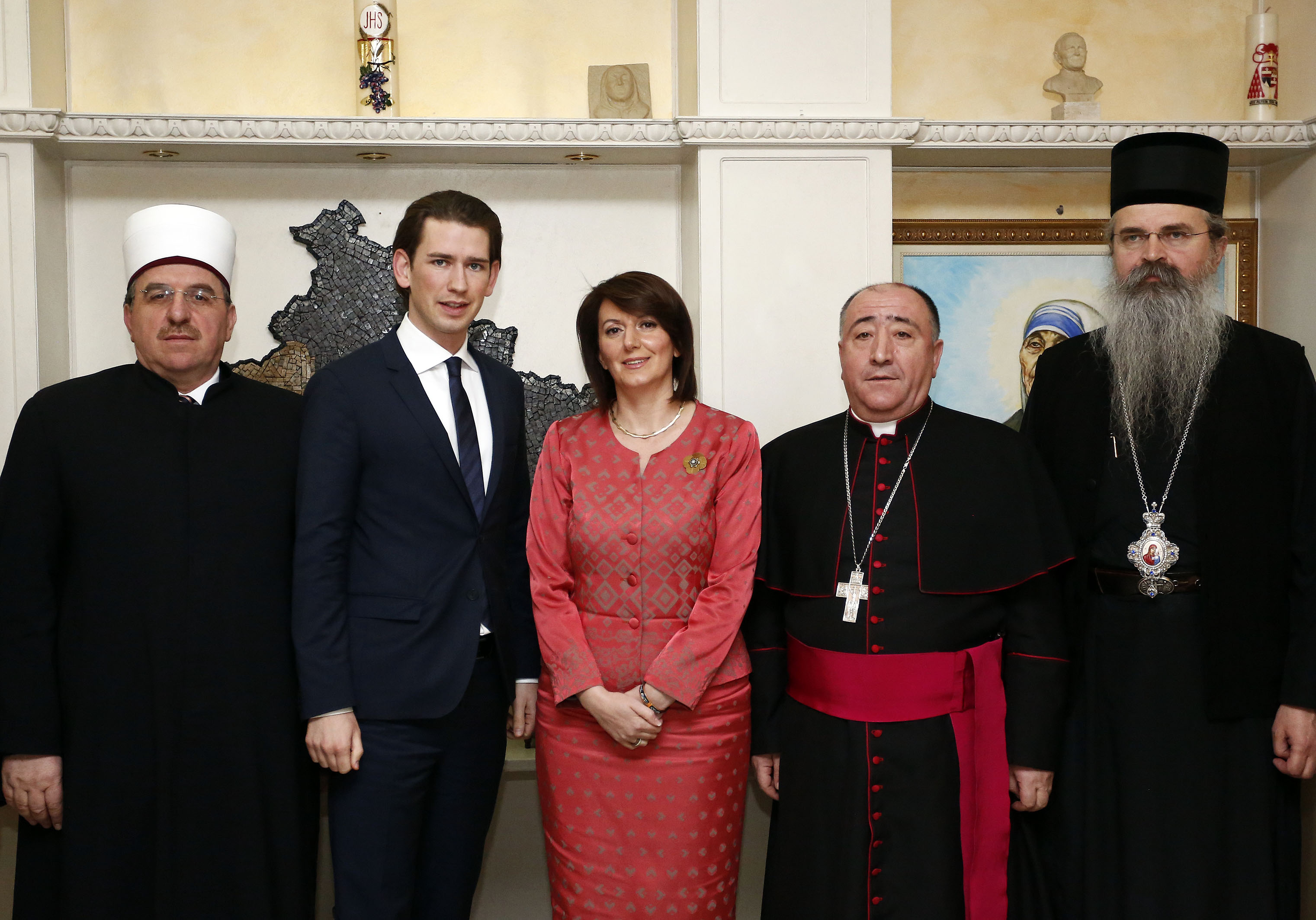
Jahjaga amb Sebastian Kurz i líders religiosos (2015)

Atifete Jahjaga   (Gjakovë, 20 d'abril de 1975) és una política kosovar. Des del 7 d'abril del 2011 fins l'abril de 2016 fou la quarta presidenta de Kosovo.

## Formació
Va estudiar a Pristina, on també va cursar estudis de Dret a la Universitat de Pristina, l'any 2000. Al 2006 va fer un postgrau en Gestió de la Policia i Dret Penal a la Universitat de Leicester, i l'any 2007 va obtenir una Certificació en Criminologia a la Universitat de Virgínia, als EUA. Ha cursat Relacions Internacionals a la Facultat de Dret de la Universitat de Prishtina i ha assistit a programes d'investigació al Centre Europeu d'Estudis de Seguretat George C. Marshall d'Alemanya, a l'Acadèmia Nacional de l'FBI als EUA i al Departament de Justícia dels Estats Units.

## Activitat política
Jahjaga ha tingut una llarga trajectòria com a política, assolint el càrrec de directora general adjunta de la Policia de Kosovo amb el rang de tinenta coronela. Amb aquesta posició arribà a ser la dona amb més rang dins de les forces policials de l'Europa Sud-oriental.
El 6 d'abril del 2011 va ser nomenada candidata a la presidència de la República de Kosovo per part del Partit Democràtic de Kosovo, l'Aliança per a un Kosovo Nou i la Lliga Democràtica de Kosovo, després que Behgjet Pacolli hagués d'abandonar el càrrec el 20 de març del mateix any en ser anul·lada la seva elecció per part del Tribunal Constitucional kosovar. L'endemà Jahjaga va ser escollida en la primera volta per l'Assemblea de Kosovo. De 100 diputats, 80 van votar-la. En el seu discurs inaugural, manifestà que un dels seus objectius seria assegurar l'entrada de Kosovo a la Unió Europea i a l'ONU.
Va promoure que l'any 2012 Kosovo fos la seu de la Cimera Internacional de les Dones «Partnership for Change — Empowering Women», a la qual van assistir 200 líders d'arreu del món i donà com a resultat l'adopció dels Principis de Pristina, que afirmen els drets de les dones a la participació i representació política, als recursos econòmics i a l'accés a la seguretat i la justícia, i demanen accions per fer realitat aquests principis.
Està casada amb Astrid Kuçi i viu a Pristina.

## Premis
És Doctora Honoris Causa per la Universitat de Durham (2013). Al 2014 li fou concedit el Premi al Lideratge en el Servei Públic de la Clinton Global Initiative i al 2015 el títol honorífic de Doctora en Dret per la Universitat de Leicester.